# Коростянка голубина
Коростянка голубина, скабіоза голубина (Scabiosa columbaria) — вид рослин з родини жимолостевих (Caprifoliaceae), поширений у Європі, Африці, на заході Азії.

## Опис
Багаторічна трав'яниста рослина 25–80(120) см заввишки. Стебла внизу голі, у верхній частині на квітконосах негусто біло-волосисті. Суцвіття: квіткові голови (2)2.5–3.5(4) см в діаметрі, на довгих квітконіжках. Чашечка дрібна, волосиста, зі щетиною довжиною 3–6 мм. Віночок спочатку рожевий або світло-синій, пізніше ліловий.

## Поширення
Поширений у Європі, Африці, на заході Азії (Азербайджан, Вірменія, Грузія, Туркменістан).
В Україні вид зростає на луках, схилах, лісових галявинах, галявинах — в Карпатах, західному Поділлі, Криму; фарбувальна, декоративна, медоносна рослина.

## Галерея

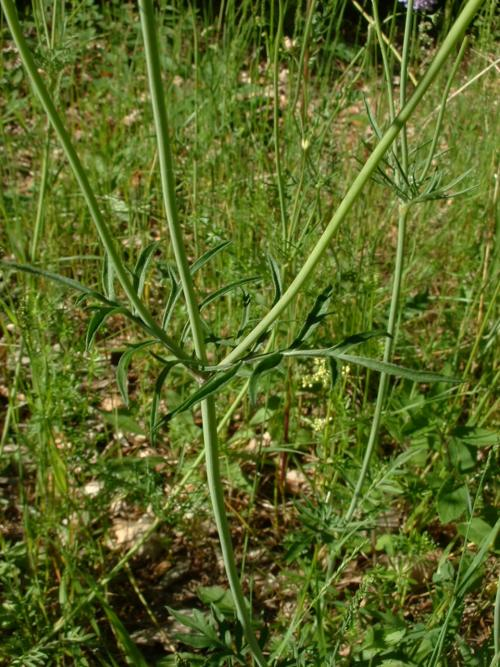
стебло й листя
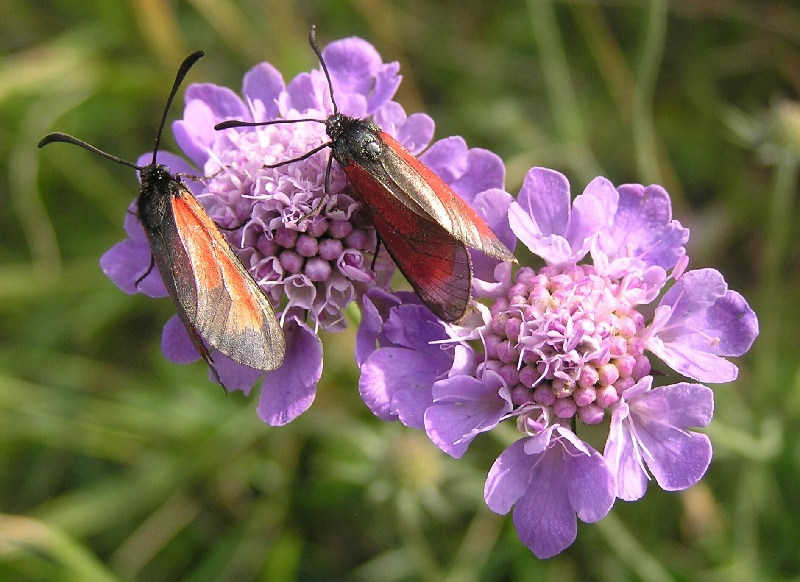
суцвіття зі строкатками
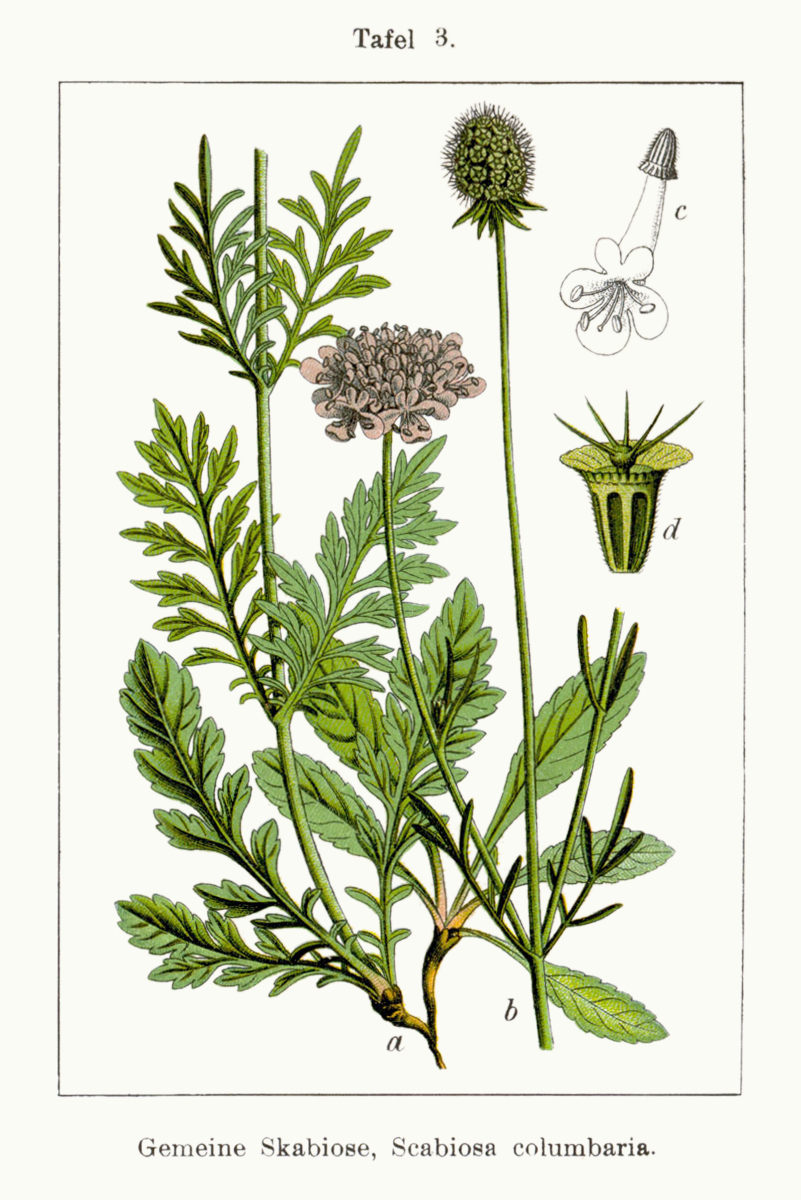
ілюстрація